# Zjef Vanuytsel
Jozef Guillaume Dymphna (Zjef) Vanuytsel (Mol, 6 juli 1945 – Leuven, 30 december 2015) was een Belgisch kleinkunstzanger, gitarist en architect, bekend vanwege zijn nummers "De Zotte Morgen", "Ik weet wel mijn lief" en "Houten kop". Vanuytsel ontwierp eveneens het gemeentehuis van Steenokkerzeel.

## Biografie
Vanuytsel begon tijdens de middelbare school aan het Klein Seminarie te Hoogstraten te zingen en muziek te componeren en perfectioneerde zijn vakmanschap tijdens zijn architectuurstudie aan Sint-Lucas te Brussel. Hij herschreef zijn voornaam als de artiestennaam "Zjef", geïnspireerd door de progressieve spelling. In 1970 debuteerde hij met het album "De Zotte Morgen", waarvan het gelijknamige openingsnummer, "Houten Kop", "Ik weet wel mijn lief" en "Hop Marlène" kleinkunstklassiekers werden. Van het album werden meer dan 100.000 exemplaren verkocht.
Vanuytsels succes viel vooral te verklaren via zijn vakmanschap en talent voor melodie en arrangement, zijn romantische en poëtische luisterliedjes en de wijze waarop hij popinvloeden vermengde met traditionele kleinkunstelementen. De sfeer is weemoedig, met thema’s zoals het voorbijgaan der dingen, de twijfel, maar ook warmte, meevoelen en troost.
Hij was beïnvloed door Jaap Fischer en Jacques Brel. Zijn thema's zijn vaak uit het leven gegrepen en autobiografisch. Het lied "Stil in de Kempen" werd bijvoorbeeld naar aanleiding van de dood van zijn ouders geschreven. Vanuytsel bracht tijdens de jaren zeventig drie albums uit, waarvan "De stilte van het land" met bekende nummers zoals het gelijknamige titelnummer, "De massa", "Tussen Antwerpen en Rotterdam" en "Laat alleen mijn goede vrienden over" het succesvolste album na "De Zotte Morgen" werd.
"Tederheid" (1983) zou meer dan 20 jaar lang zijn laatste plaat blijven en hij richtte zich weer op de architectuur. Als architect ontwierp Vanuytsel de gemeentehuizen van Huldenberg en Bertem. Aan het Nero (strip)café in Hoeilaart, het cultureel centrum Den Egger te Scherpenheuvel en het gemeenschapscentrum De Markten te Brussel droeg hij bij.
Eind 2007 bracht Vanuytsel een album uit en in 2008 begon hij weer door Vlaanderen te toeren, o.a. als centrale gast op Nekka-Nacht 2009. Hij gaf ook één concert in Goirle, Nederland.
Vanuytsel overleed op 30 december 2015 aan kanker in het UZ Leuven. Op 9 januari 2016 werd in het gemeenschapscentrum Den Egger een uitvaartplechtigheid gehouden waar onder andere Jan De Wilde, Johan Verminnen en Raymond van het Groenewoud hulde brachten aan Vanuytsel. Hij werd begraven op het kerkhof van de Abdij van Park te Heverlee.

## Trivia
- Dirk Denoyelle parodieerde Vanuytsel ooit[4] in het nummer "De zoo van morgen".
- In 2008 werd zijn lied "De zotte morgen" opgenomen in De Eregalerij van de Vlaamse klassiekers van Radio 2.
- Op 4 februari 2016 werd hij postuum opgenomen in de Radio 2-eregalerij.
- Jan De Wilde maakt in zijn lied "Mannen Met" een verwijzing naar Vanuytsel met de regel 'vertrouw geen in het zwart geklede architecten'.

## Albums
- De zotte morgen (Philips, 1970, lp)
- Er is geen weg terug (Philips, 1973, lp)
- De zanger (Philips, 1976, lp)
- De stilte van het land (Philips, 1978, lp)
- Tederheid (Philips, 1983, lp)
- Ouwe makkers (Universal, 2007, cd)

### Compilaties
- Portret (Philips, 1981, dubbel-lp)
- Het beste van Zjef Vanuytsel (Philips, 1989, cd)
- Zjef Vanuytsel (Universal, 2007, 5 cd's + dvd)
- Integraal (Universal, 2014, 7 cd's)

### Hitnoteringen
| Album met hitnotering(en) in de Vlaamse Ultratop 200 albums | Datum van verschijnen | Datum van binnenkomst | Hoogste positie | Aantal weken | Opmerkingen |
| ----------------------------------------------------------- | --------------------- | --------------------- | --------------- | ------------ | ----------- |
| Zjef Vanuytsel                                              | 2007                  | 19-05-2007            | 33              | 14           |             |
| Ouwe makkers                                                | 2007                  | 08-12-2007            | 38              | 17           |             |
| Integraal                                                   | 2014                  | 06-12-2014            | 48              | 21           |             |

- International Standard Name Identifier: 0000 0003 9240 2033
- MusicBrainz: 64853a6a-7575-4a34-8c8b-cb055fe1758a
- Nederlandse Thesaurus van Auteursnamen: 10131910X
- Virtual International Authority File: 286415908